# Wehrbauer
Wehrbauer (prononciation allemande [ˈveːɐ̯ˌbaʊ.ɐ] ; « paysan défensif »), au pluriel Wehrbauern, est un terme allemand qui désignait les colons vivant à la frontière d'un royaume qui avaient pour tâche de retenir les envahisseurs étrangers jusqu'à l'arrivée de renforts militaires appropriés. En retour, ils obtenaient des libertés spécifiques. Les Wehrbauern étaient principalement utilisés sur les franges orientales du Saint-Empire romain germanique, puis de l'Autriche-Hongrie, afin de ralentir les attaques de l'Empire ottoman. Ce terme historique fut exhumé et utilisé par les Nazis pendant la Seconde Guerre mondiale.

## Étymologie
Le déploiement des « Wehrbauern » est pour la première fois noté par l'empire byzantin qui, au VIIe siècle, chercha à se défendre grâce à des colons locaux, appelés alors « Stratioti »  (soldats) contre les attaques à l'est et au sud.
Les Wehrbauern furent envoyés par l'Autriche-Hongrie autour de la Croatie dans les années 1530 dans le but de mettre fin aux invasions des Turcs ottomans. Ils furent utilisés à ces fins jusqu'à ce qu'ils soient devenus obsolètes au XIXe siècle grâce à la constitution d'armées permanentes.
Lorsque, pendant la guerre de Trente Ans, les batailles et les raids étaient monnaie courante sur tout son territoire, le Saint-Empire romain germanique allait également recourir davantage aux Wehrbauern dans d'autres régions de l'empire.
Au XXe siècle, le terme réapparut et fut utilisé par les SS pour désigner les soldats désignés pour coloniser les terres conquises lors des invasions allemandes de la Pologne et de l'Union soviétique.

## LeWehrbauernSS

### Idéologie
Le concept précéda les Nazis, la Ligue Artaman envoyant les enfants des villes à la campagne non seulement pour l'expérience, mais aussi en tant que noyau de Wehrbauern.
L’objectif nazi de coloniser les conquêtes à l’Est conformément à l’idéologie hitlérienne de Lebensraum devait être atteint grâce à ces paysans soldats, qui devaient agir à la fois comme colons et comme soldats défendant les nouvelles colonies allemandes des populations slaves environnantes en cas d’insurrection. Ils seraient chargés non pas d’étendre la civilisation mais d’empêcher toute civilisation non allemande, qui défierait l'Allemagne, d’apparaitre en dehors de leurs colonies. Une comparaison historique fut établie avec les Ordensburgen des ordres militaires allemands médiévaux, qui furent mis en place pour fortifier un territoire contre les indigènes païens baltes.
À partir de 1938, les SS intensifièrent l'endoctrinement idéologique du service de la jeunesse hitlérienne (HJ-Landdienst). Ils promulguèrent leur idéal du Wehrbauer allemand. Des lycées spéciaux furent créés sous le contrôle des SS pour former une élite agraire nazie formée selon le principe « du sang et du sol »
Le plan des SS pour le génocide et la colonisation des territoires de l'Union soviétique était intitulé Generalplan Ost. Ce plan prévoyait l'installation de 10 millions d ' « Allemands » racialement importants (Allemands, Néerlandais, Flamands, Scandinaves et Anglais) sur ces territoires en 30 ans, tandis qu'environ 30 millions de Slaves et de Baltes devaient être assimilés ou transférés de force en Sibérie pour faire de la place pour les nouveaux arrivants. Les Volksdeutsche, tels que les Allemands de la Volga auraient également transplantés. Le ministère allemand des Affaires étrangères suggéra toutefois que la population non désirée sur le plan racial soit déplacée à Madagascar et en Afrique centrale dès que l'Allemagne aurait retrouvé ses colonies perdues lors de la signature du traité de Versailles.
« C'est la plus grande forme de colonisation que le monde ait jamais vue, liée à une tâche noble et essentielle, la protection du monde occidental contre une éruption de l’Asie. Lorsqu'il aura accompli cela, le nom d'Adolf Hitler sera le plus grand de l'histoire germanique - et il m'a chargé de mener à bien cette tâche.
- Heinrich Himmler »
D'un point de vue historique, le concept SS de Wehrbauer était une référence délibérée au modèle de la frontière militaire retenu par l'empire des Habsbourg contre les incursions des Ottomans. Himmler pensait également qu'au début des invasions barbares et de l'expansion allemande du Moyen Âge vers l'est, le paysan conquérant germanique avait, en plus de l'agriculture, défendu ses terres avec des armes; le modèle du Wehrbauer devait faire revivre cette coutume.

### Division de colonisation
Dans le Gouvernement général de Pologne (composé entièrement du territoire polonais d'avant-guerre), un certain nombre de « zones de peuplement » (en allemand: Siedlungsgebiet) devaient être créées, centrées sur les six régions géographiques (Teilräume) de Cracovie, Varsovie, Lublin, Lviv/Lwów (en allemand : Lemberg), Białystok et de Litzmannstadt (Łódź). La colonisation des anciens territoires de l'URSS se concrétisa par la création de trois grandes « marches de peuplement » (en allemand : Siedlungsmark), appelées également Reichsmarken (« marches du Reich »). Des « points de colonisation » plus petits (en allemand : Siedlungsstützpunkt), ainsi qu'un certain nombre de « chaînes de peuplement" (en allemand : Siedlungsperlen, signifiant littéralement « perles de peuplement ») devaient également être établies à l'Est.

#### Siedlungsmarken
Les marches de colonisation devaient être séparées de l'administration civile du ministère des Territoires occupés de l'Est et des Reichskommissariats et confiées à la garde du Reichsführer-SS. Il devait nommer un chef de la police et de la SS (en allemand : SS- und Polizeiführer) pour la région et distribuer également des fiefs temporaires et transmissible par héritage et même des propriétés foncières permanentes pour les colons.
En 25 ans, les populations d'Ingrie (en allemand : Ingermanland), de la région du Niémen-Narew (district de Bialystok et de l'ouest de la Lituanie), du sud de l'Ukraine et de la péninsule de Crimée (rebaptisée Gotengau du nom de l'ancienne tribu germanique)) devaient être peuplées d’au moins 50% d’Allemands.

#### Siedlungsstützpunkte
En plus des marches de colonisation, il était prévu d'établir 36 points de colonisation. Le taux d’Allemand dans ces points devait  être d’environ 20-30% allemande. Le centre de chaque point devait devenir à terme une ville allemande d’environ 20 000 habitants, qui devaient être entourée de villages allemands très rapprochés dans un rayon de 5 à 10 km. Les villages devaient sécuriser tous les principaux nœuds routiers et ferroviaires.

#### Siedlungsperlen

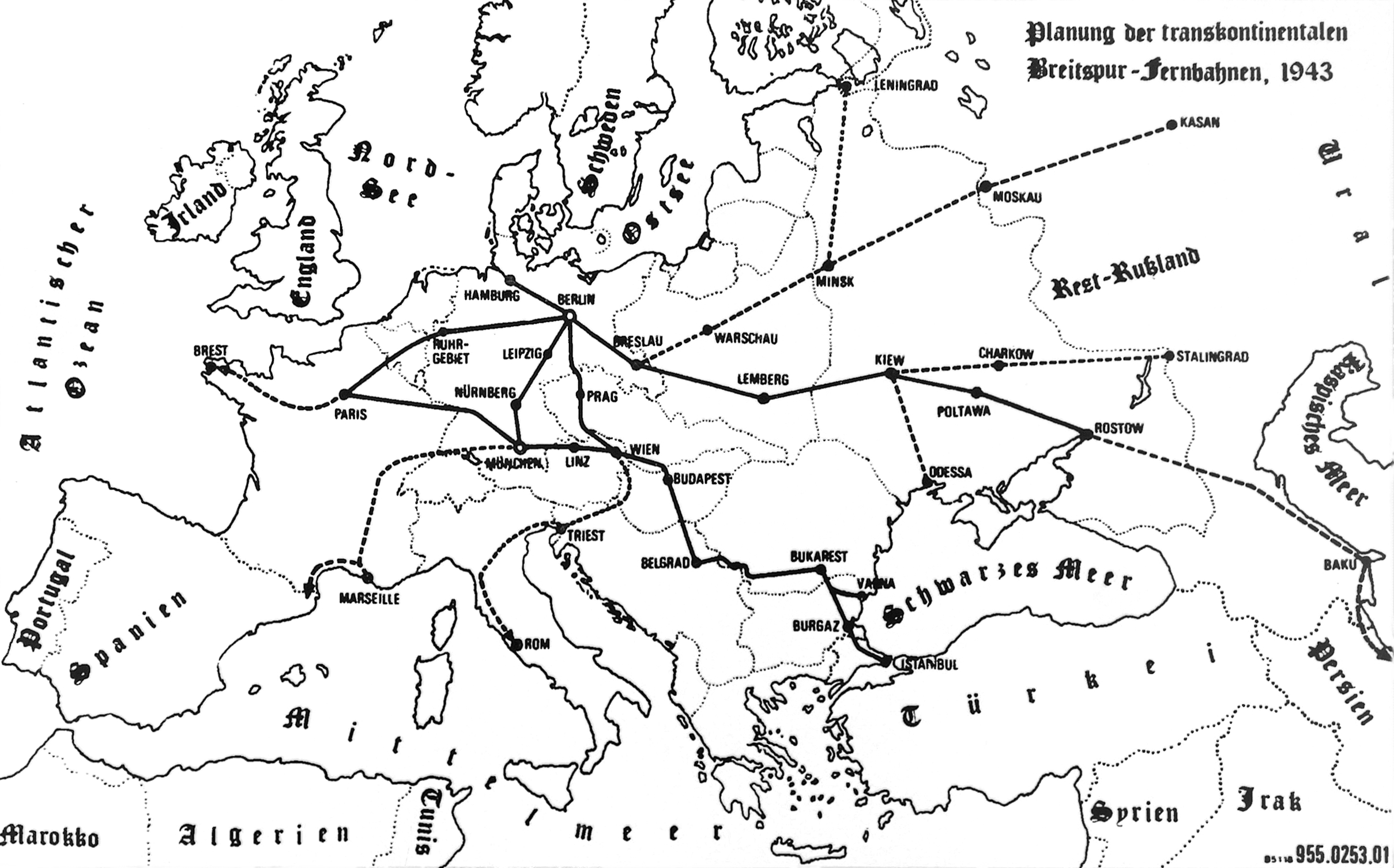
Le réseau ferroviaire prévu Breitspurbahn, avec trois têtes de ligne planifiées à l'est, situées profondément dans le territoire russe.

Les chaînes de peuplement devaient se situer le long des routes Cracovie-Lviv-Jytomyr-Kiev, Léningrad-Moguilev-Kiev et Jitomir-Vinnytsia-Odessa (à noter toutefois qu'Odessa placé sous la responsabilité à la Roumanie lors de l'opération Barbarossa),. Celles-ci seraient reliées par un grand réseau d'autoroutes, le long desquelles il était prévu de construire de nouvelles villes allemandes tous les 100 kilomètres environ. De futures extensions étaient projetées vers le Don et la Volga, et finalement vers les montagnes de l'Oural. Les plans du réseau ferroviaire au gabarit extrêmement large (Breitspurbahn) proposés par les Nazis prévoyaient des extensions des chemins de fer allant jusqu'à Kazan, Stalingrad et Bakou, comme un autre ensemble de « chaînes » le long desquelles pourraient être installées des colonies de peuplement.

### La communauté de soldats paysans
Les soldats paysans seraient principalement des anciens combattants de première ligne de la SS et des membres de la SS allgemeine, à qui l'on fournirait des armes pour la défense armée de leurs communautés respectives. En octobre 1939, Himmler déclara que les colonies allemandes en Pologne seraient divisées en différents groupes culturels et linguistiques allemands tels que les Souabes, les Franconiens, les Westphaliens et les Bas-Saxons.
La fondation des colonies devait être financée par l'épargne obligatoire de chaque SS. Chaque village devait être planifié à l'avance (les villages soviétiques vidés de leurs anciens habitants devaient être détruits) et devait comprendre 30 à 40 exploitations agricoles, chacune d'une superficie de 121,5 hectares; un quartier général du parti NSDAP; un manoir pour le chef du parti ou de la SS; un centre d'instruction agricole; une maison pour une infirmière communautaire; et un cinéma. Les maisons de la colonie devaient être construites « comme autrefois », épaisses de deux ou trois couches de pierre. Des baignoires et des douches devaient être disponibles dans chaque maison.
La quantité exacte d'armes données à chaque paysan soldat devait également être calculée. Le manoir devait être occupé par un chef SS ou du NSDAP, choisi au mérite pour ses qualités d'homme et de soldat: cet individu devait être le chef de la colonie, agissant sur le plan administratif en tant que bourgmestre et pour le parti en tant que chef politique du groupe local, combinant efficacement les juridictions du parti et de l'État. Il devait également agir en tant que commandant militaire d'une force de la taille d'une compagnie composée des paysans de la communauté, de leurs fils et de leurs ouvriers.
Contrairement aux villages agricoles médiévaux, il était prévu que les communautés de Wehrbauer n'aient pas d'églises. Himmler déclara que si le clergé acquérait de l'argent pour construire des églises dans ces colonies, les SS reprendraient ensuite les bâtiments et les transformeraient en « lieux saints germaniques ».
Au cours de l'un de ses nombreux monologues lors d'un de ses dîners privés, Hitler présenta sa vision du paysan soldat. Après douze ans de service militaire, les soldats issus de familles paysannes devaient se voir attribuer des fermes entièrement équipées situées dans l'Est conquis [17]. Les deux dernières années du service militaire seraient axées sur la formation agricole. Le soldat ne devait pas être autorisé à épouser une citadine, mais seulement une paysanne qui, si possible, n'avait pas commencé à vivre dans une ville avec lui. Cela leur permettrait de vivre suivant les principes du sang et du sol de l'Allemagne nazie. En outre, cela serait propice aux familles nombreuses. [19] Ainsi, Hitler déclara « nous retrouverons à la campagne la bénédiction des familles nombreuses. Alors que la loi actuelle sur l'héritage rural dépossède les fils les plus jeunes, tout fils de paysan sera désormais assuré d'avoir son lopin de terre » Hitler croyait également que d'anciens sous-officiers seraient des maîtres idéaux pour les écoles primaires de ces communautés utopiques [17] Bien qu’Himmler souhaitait que ces colonies soient totalement agraires, Hitler prévoyait d’y implanter certains types de petites industries. À l’occasion de son 54e anniversaire, le Führer s’entretint avec Albert Speer et Karl-Otto Saur sur un dessin qu'il avait personnellement dessiné pour une casemate pour six personnes devant être utilisé dans le mur de l'Atlantique, comportant des mitrailleuses, un canon antichar et des lance-flammes - ce dessin devait également être utilisé à des fins de défense de la « frontière orientale ultime de l'Allemagne » au sein de la Russie » où les villages de « colonies-perles » de Wehrbauer les plus à l'est auraient probablement été placés - si l'Axe avait complètement vaincu les Soviétiques. Il aurait été possible que cela aurait été des forces soviétiques restantes ou les extrémités situées au nord-ouest de la Sibérie continentale, situées dans les territoires de la sphère de la prospérité commune du Japon impérial, qui aurait été de l’autre coté de cette frontière.